# Hörkstjärnen (Ljusnarsbergs socken, Västmanland, 666152-144381)
Hörkstjärnen är en sjö i Ljusnarsbergs kommun i Västmanland och ingår i Norrströms huvudavrinningsområde.